# Нагловская, Мария Дмитриевна
Мари́я Дми́триевна Нагло́вская, известная также как Софиалия Мария де Нагловска (фр. Sophialie Maria de Naglowska; 15 августа 1883, Санкт-Петербург, Российская империя — 17 апреля 1936, Цюрих, Швейцария) — русская и французская писательница, мистик и оккультист, деятель французского сюрреализма. Известна как автор ряда книг, в которых описывала явление «сексуальной магии»; отстаивала идею о женском начале Святого Духа в христианстве. Председатель парижского оккультного «Братства Золотой Стрелы» (фр. Confrerie de la Flèche d'Or).

## Биография

### Ранние годы
Родилась в 1883 году в семье генерал-губернатора Казани Дмитрия Станиславовича Нагловского и дворянки Екатерины Комаровой. Русская по национальности, православная по вероисповеданию. Отец участвовал в русско-турецкой войне 1877—1878 годов и был отмечен наградами; скончался, когда дочери было 7 лет (по некоторым данным, он был отравлен нигилистом-другом семьи). Осиротела в возрасте 12 лет, была передана своей тёте. Позже училась в Смольном институте благородных девиц, который успешно окончила с отличием. Посещала Высшую школу Санкт-Петербурга.

### Жизнь в Швейцарии
Во время революционных событий 1904—1905 годов Мария стала посещать различные закрытые собрания мистиков и революционеров. Некоторые утверждают, что Нагловская была знакома с Распутиным и сектой «хлыстов». На одном из концертов она встретилась со скрипачом Моисеем (Мойшей) Хопенко (англ. Moshe Hopenko), в которого влюбилась, из-за чего пережила разрыв с семьёй, поскольку подобный брак был неприемлем. Она уехала сначала в Берлин, а затем в Женеву, где и вышла замуж за Хопенко. От брака с Хопенко у Марии родилось трое детей — Александр, Мария (Эстер) и Андрей. Мария училась в Женевском университете и параллельно создавала курсы для русских студентов, которые не владели французским языком, составляя курсовые работы. Моисей же закончил консерваторию и стал виртуозом-скрипачом.
В связи с тем, что Мария и Моисей исповедовали революционные взгляды, русская эмиграция позже прекратила оказывать им финансовую поддержку. Мария преподавала в частных школах, а Хопенко вскоре бросил Марию, уехал в Палестину и стал музыкальным директором консерватории Рон-Шуламит, оставив свою бывшую супругу с детьми. Мария сумела восстановить отношения с русской общиной в Женеве и крестить в православие детей Александра и Марию. Тем не менее, финансовую помощь она не получала, а стиль жизни и её убеждения критиковались. Дети обучались благодаря гувернантке из Марселя и получили прекрасное образование. Мария работала школьной учительницей и публиковала различные журналистские материалы, выступая на пресс-конференциях. После публикации книги «Мир» и посвященной ей пресс-конференции в афинском зале в Женеве Марию арестовали и выдворили из города за шпионаж и антигосударственную деятельность. Ей пришлось уехать в Берн, а детей поместили в немецкий пансион в Интерлакене, но вскоре Мария переехала в Баль, а младших детей отдала в приют (старший сын, Александр, уехал к отцу в Палестину).

### Жизнь в Италии
Мария благодаря польскому паспорту уехала в Италию и в 1920 году поселилась в Риме на квартире у друга из Женевы, работая учительницей французского и редактором журнала «Италия». Она забрала дочь Марию и сына Андрея, но её друг из Женевы потом вернулся в Швейцарию, где совершил суицид. Мария была уволена с работы и съехала с квартиры, а Андрей был исключён из колледжа и вынужден был работать в отеле. Позже её восстановили в журнале; Мария-младшая выучилась на сиделку, а Александр в Израиле увлёкся разведением лошадей. Дочь Нагловской переболела тифом во время эпидемии в Риме и провела два года и три месяца в монастырской больнице, а после ухода к мирской жизни стала работать медсестрой у дантиста. Позже Андрей уехал также в Тель-Авив к отцу и брату Александру, учившемуся в сельскохозяйственной школе.
Мария сблизилась с группой писателей-оккультистов, посещая эзотерические собрания. Она познакомилась с неким эмигрантом из России, который много лет провёл в монастыре, расположенном близ Байкала, а также путешествовал по Европе, Азии и Америке; он же ей якобы рассказал о своём толковании христианской Троицы. Также она встречалась с мистиком, писателем и идеологом «третьего пути» Юлиусом Эволой. Позже она переехала в Александрию, где встретилась с бывшим мужем и детьми: Моисей женился на музыкантше, однако рассорился с новой супругой. В Египте Мария участвовала в пресс-конференциях и диспутах Александрийского теософского общества, публиковалась в журнале «Bourse égyptienne». Дочь Марии вышла за швейцарского инженера, директора центральной электрической станции трамвайных путей Александрии.

### Деятельность во Франции
В 1930 году Александр женился и занялся налаживанием своего быта. Мария-младшая и её муж уехали в Швейцарию, а Андрей вернулся в Тель-Авив к отцу. Мария переехала в Париж, где долго не могла получить разрешение на работу. Это время она провела в парижском районе Монпарнас, где собирались писатели, художники и философы. Она проводила оккультные семинары для всех желающих (собиралось до 40 человек на одном семинаре), где рассказывала о сексуальной магии. Среди участников семинара были писатели-авангардисты и художники: Юлиус Эвола, Уильям Сибрук, Ман Рэй и Андре Бретон. Встречи проводились в кафе «Куполь» (фр. Coupole), где любили собираться оккультисты. Сын Андрей переехал в Париж, где, не получив с первого раза гражданство и разрешение на работу, устроился разносчиком газет и журналов. Благодаря стараниям Марии было создано оккультное Братство Золотой Стрелы в Париже. В 1935 году Нагловская выступила с речью в Фобургском клубе, где её в Братстве признали «Высшей жрицей Любви Храма Третьей эпохи»: речь Марии была посвящена магии и сексуальным контактам. Общество попытались закрыть за пропаганду аморальных идей, однако в итоге суд не смог запретить деятельность Братства.
Собрания Братства проводили в студии Распай на улице Вовэн. Мария выпускала газету «La Flèche» (с фр. — «Стрела»), где публиковались статьи ряда оккультистов (в том числе Эволы). Всего газета просуществовала три года, вышло около 20 выпусков. В 1931 году Марией были переведены несколько книг американца Паскаля Беверли Рэндольфа на тему сексуальной магии и использовании зеркал в практике. Благодаря переводам литература Рэндольфа обрела высокую популярность в Европе. В книгу Мария также включила то, что называла «устными учениями» Рэндольфа. Сама Мария, помимо русского, владела английским, немецким, французским, итальянским, идишем, чешским, польским и испанским языками, немного знала арабский, иврит и латынь.
В 1932 году выпущен рассказ на основе биографии Марии «Священный ритуал волшебной любви» (фр. Le Rite Sacré de l'amour magique) и «Свет секса» (фр. La Lumière du sexe), последняя книга предлагалась всем желающим вступить в Братство Золотой Стрелы. Позже была опубликована книга «Тайна повешения» (фр. Le mystère de la pendaison), посвящённая идеологическим убеждениям Марии о Третьей эпохе Троицы и духовному преобразованию сексуальной силы, а также практике подвешивания в сексе, которая была нередкой на собраниях Нагловской. Также Нагловская оказала влияние на движение сюрреалистов: в 1959 году на Международной выставке сюрреалистов в Париже был упомянут «Краткий словарь эротизма», где говорилось о влиянии Нагловской. Автором подробного жизнеописания Нагловской стал сюрреалист Саран Александрян.

### Прекращение деятельности
В 1935 году Нагловская прекратила деятельность Братства, заявив, что выполнила свою миссию и скоро умрёт. Нагловская утверждала, что для того, чтобы её идеологическая доктрина восторжествовала, должны будут пройти несколько поколений, которые переживут глобальные политические и социальные катаклизмы и потрясения, которым предстоит изменить основу человеческой цивилизации. Она уехала из Парижа в Цюрих к дочери, где и скончалась 17 апреля 1936 года. В 2011 и 2012 годах работы Нагловской были переведены на английский Дональдом Тракслером и опубликованы издательством Inner Traditions – Bear & Company с предисловием Ганса Томаса Хакля.

## Влияние

### Сатанистская символика
Юлиус Эвола в книге «Эрос и загадки любви: метафизика секса» утверждал, что Нагловская специально пыталась шокировать читателя и делала акцент на сатанизме, чтобы привлечь внимание. Она часто использовала риторику и атрибуты сатанистов, называя даже себя «сатанистской женщиной», но непонятно, для какой цели: только для того, чтобы создать провокационный и скандальный эффект, или чтобы составить символическую иллюстрацию в своём послании. Сама она говорила, что представляет дьявола не столько в качестве всеразрушающего злого начала, сколько в качестве могущественной силы или олицетворения мужской жажды наслаждения и свободы.

### Ритуальные практики
Во время проведения ритуалов Нагловская всегда использовала некие символические изображения, связанные с сексуальными контактами. В ритуалов посвящения Нагловская ложилась в обнажённом виде на алтарь, в то время как посвящаемый-мужчина возлагал чашу на её половые органы и произносил некую клятву, обязываясь следовать наставлениям Нагловской, а затем выпивал вино из чаши и участвовал в оргии. При клятве он признавал «доктрину Третьей Эпохи Троицы», заявляя, что более не следует заветам иудаизма и христианства, а также отрекаясь от матриархата. Учение о грядущем «третьем Завете» восходит к философскому учению Д.С. Мережковского. Другие ритуалы также предусматривали сексуальные контакты, но во время всех подобных практик царило легкомысленное настроение, сопровождавшееся шутками, весельем и употреблением шампанского.

### Список произведений
- Беседа с русскими матерями о русских детях и женевских школах. — СПб.: Тип. т-ва М. О. Вольф, 1913. — 45 с.
- Свет секса // Нагловская М. Сакральный эрос Третьего Завета. — М.: Клуб Касталия, 2013. — С. 20—96. — 264 с.
- Священный ритуал магической любви. Церемония слова и плоти // Нагловская М. Сакральный эрос Третьего Завета. — М.: Клуб Касталия, 2013. — С. 97—170. — 264 с.
- Продвинутая сексуальная магия // Нагловская М. Сакральный эрос Третьего Завета. — М.: Клуб Касталия, 2013. — С. 171—242. — 264 с.

Переводы
- Гранжан Ф. Революция в философии: Учение Анри Бергсона = Une révolution dans la philosophie: La doctrine de M. Henri Bergson / Пер. М. Д. Нагловской. — М.: Т-во скоропеч. А. А. Левенсон, 1913. — 132, II с.